# Municipio de Wheatfield (Dakota del Norte)
El municipio de Wheatfield (en inglés: Wheatfield Township) es un municipio ubicado en el condado de Grand Forks en el estado estadounidense de Dakota del Norte. En el año 2010 tenía una población de 74 habitantes y una densidad poblacional de 0,79 personas por km².

## Geografía
El municipio de Wheatfield se encuentra ubicado en las coordenadas 48°3′52″N 97°34′45″O / 48.06444, -97.57917. Según la Oficina del Censo de los Estados Unidos, el municipio tiene una superficie total de 93.59 km², de la cual 93,59 km² corresponden a tierra firme y (0 %) 0 km² es agua.

## Demografía
Según el censo de 2010, había 74 personas residiendo en el municipio de Wheatfield. La densidad de población era de 0,79 hab./km². De los 74 habitantes, el municipio de Wheatfield estaba compuesto por el 94,59 % blancos, el 1,35 % eran afroamericanos y el 4,05 % eran de una mezcla de razas. Del total de la población el 1,35 % eran hispanos o latinos de cualquier raza.